# 牛首断層
牛首断層（うしくびだんそう）とは、飛騨高地の北部の富山県南部から岐阜県北部にかけて分布するA-B級の活断層である。
牛首断層帯は、富山県富山市の旧大山町のあたりから、岐阜県飛騨市、富山県南砺市と通って、岐阜県大野郡白川村に至る長さが50 - 80kmの断層帯で、右横ずれが主体の断層である。

## 地形と地質
岐阜県白川村から牛首谷、利賀川上流の水無谷、白木峰南部、神通川流域、熊野川上流、常願寺川流域の小見や亀谷地区から早月川上流馬場島を経て黒部川支流の小黒部谷へ達する全長80km余りの長大な大断層であり、上記地域のうち未調査の小黒部谷以外の地域では断層破砕帯などの露頭がみられる。
牛首断層の南側には約10kmの間隔をおいて、跡津川断層が並走する。
庄川水系の水無谷上流にある牛首断層による破砕帯は20m以上にもわたっている。

## 過去の地震記録
牛首断層帯の最新活動時期は11世紀以後、12世紀以前（約1000年前）と推定されており、また、平均活動間隔は約2400〜4500年と推定されている。牛首断層帯全体が1つの活動区間として活動する場合、マグニチュード7.7程度の地震が発生すると推定されているが、この断層の地震発生確率は30年以内にほぼ0％とされている。